# Siena Perezcano
Blanca Siena Pérez Cano (Guaymas, Sonora; 19 de agosto de 1976), más conocida como Siena Perezcano o como Siena Pérez, es una actriz y modelo mexicana.

## Inicio
Siena ganó el título de "Miss Baja California" en 1992 y tras ese logro decidió estudiar modelaje y actuación en la escuela de Patricia Reyes Spíndola. Tras actuar en varios videohomes y participar en varios comerciales durante los años 1990, Siena recibe su primera oportunidad de actuar en televisión en 2001, obteniendo un pequeño papel en la telenovela Salomé. A esta le seguirían papeles cada vez más importantes en las telenovelas Mujer de madera (2004), Contra viento y marea (2005), Duelo de pasiones (2006) y Tormenta en el paraíso (2007). Durante esta década también ha actuado en las películas "Drácula Mascafierro" (2002), "La muerte del gallo de oro" (2008) y "La Suburban de las monjas" (2008). Siena ha sido ganadora del primer lugar en los certámenes de "Miss Bikini Latina" en el 2005 y "Miss Bikini Universe" en 2006. También fue tercer lugar en el concurso "Figura Mundo" en 2005 y segundo lugar en el concurso "Miss Bikini America" en 2006.

## Filmografía
Telenovelas:
- Soltero con hijas (2019)
- Tormenta en el paraíso (2007) - Ixmy
- Duelo de pasiones (2006) - Alfonsina Ríos
- Contra viento y marea (2005)
- Mujer de madera (2004) - Yatana
- Salomé (2001)

Películas:
- La suburban de las monjas (2008) - La madre Ana Luisa
- La muerte del gallo de oro (2008) - amante
- Drácula mascafierro (2002) - Diana

Series
- La rosa de Guadalupe (2012) - Belinda (capítulo: Una vida honesta)